# Kisar (Ungarn)
Kisar ist eine ungarische Gemeinde im Kreis Fehérgyarmat im Komitat Szabolcs-Szatmár-Bereg, mit 1062 Einwohnern (Stand 2011).

## Geografische Lage
Kisar liegt acht Kilometer nördlich der Kreisstadt Fehérgyarmat, am Südufer des Oberlaufs der Theiß, welche die Gemeinde in den 1970er Jahren mit einem Hochwasser zu großen Teilen zerstörte. Nachbargemeinden sind Nagyar im Osten und Tivadar am gegenüberliegenden Ufer der Theiß. Die Region mit den bewaldeten Überschwemmungsflächen der Theiß gilt als Naturparadies mit guter Wasserqualität des Flusses und seltenen Pflanzen- und Vogelarten. 

## Sehenswürdigkeiten
- Aussichtsturm (Kilátó)
- Besucherzentrum des Naturparks Szatmár-Beregi (Szatmár-Beregi Natúrpark Látogató Központ)
- Reformierte Kirche, erbaut 1797 im spätbarocken Stil, 1877 im eklektizistischen Stil umgebaut, im Oktober 1944 durch Brand zerstört und 1949 neu aufgebaut
- Skulptur eines ungarischen Graurindes namens Vándor, erschaffen von Lajos Bíró

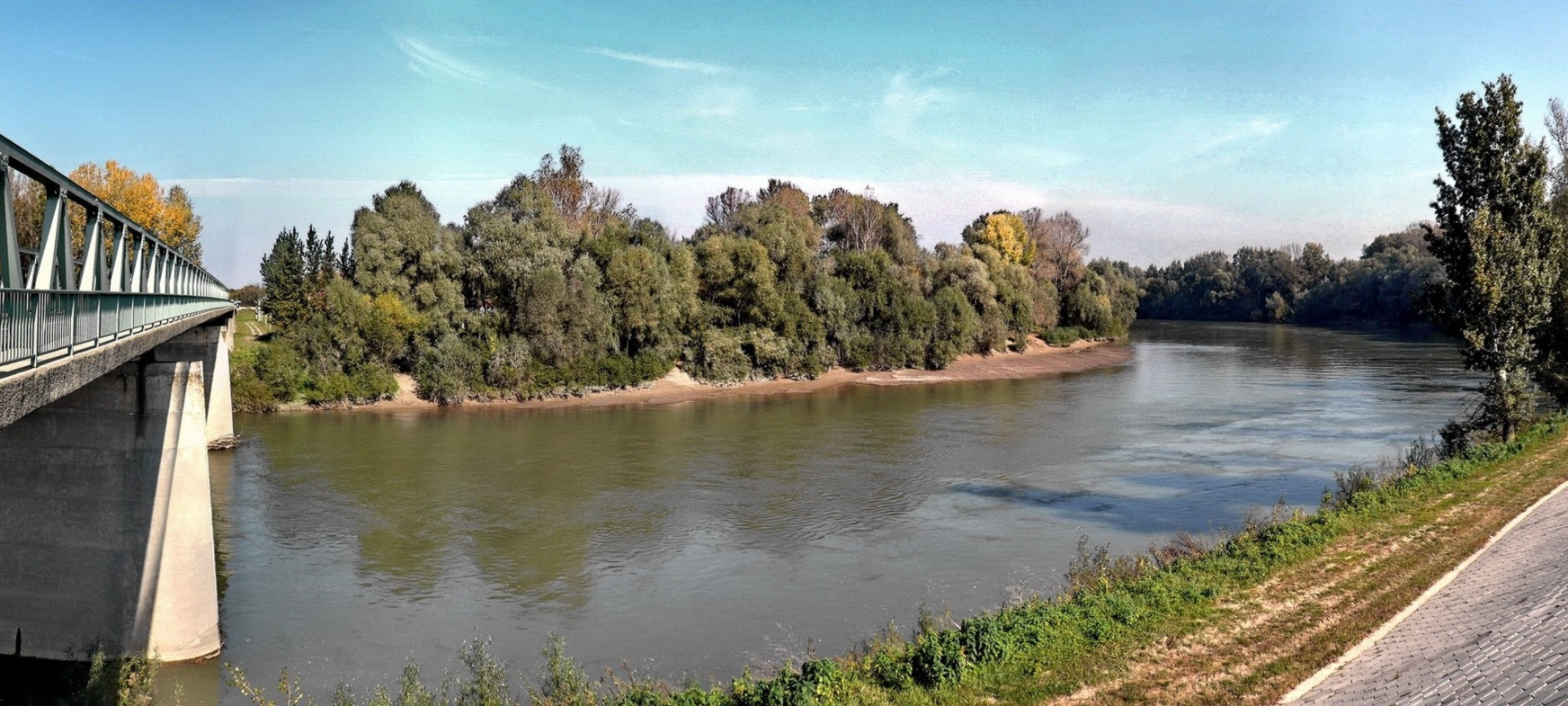
Brücke über die Theiß
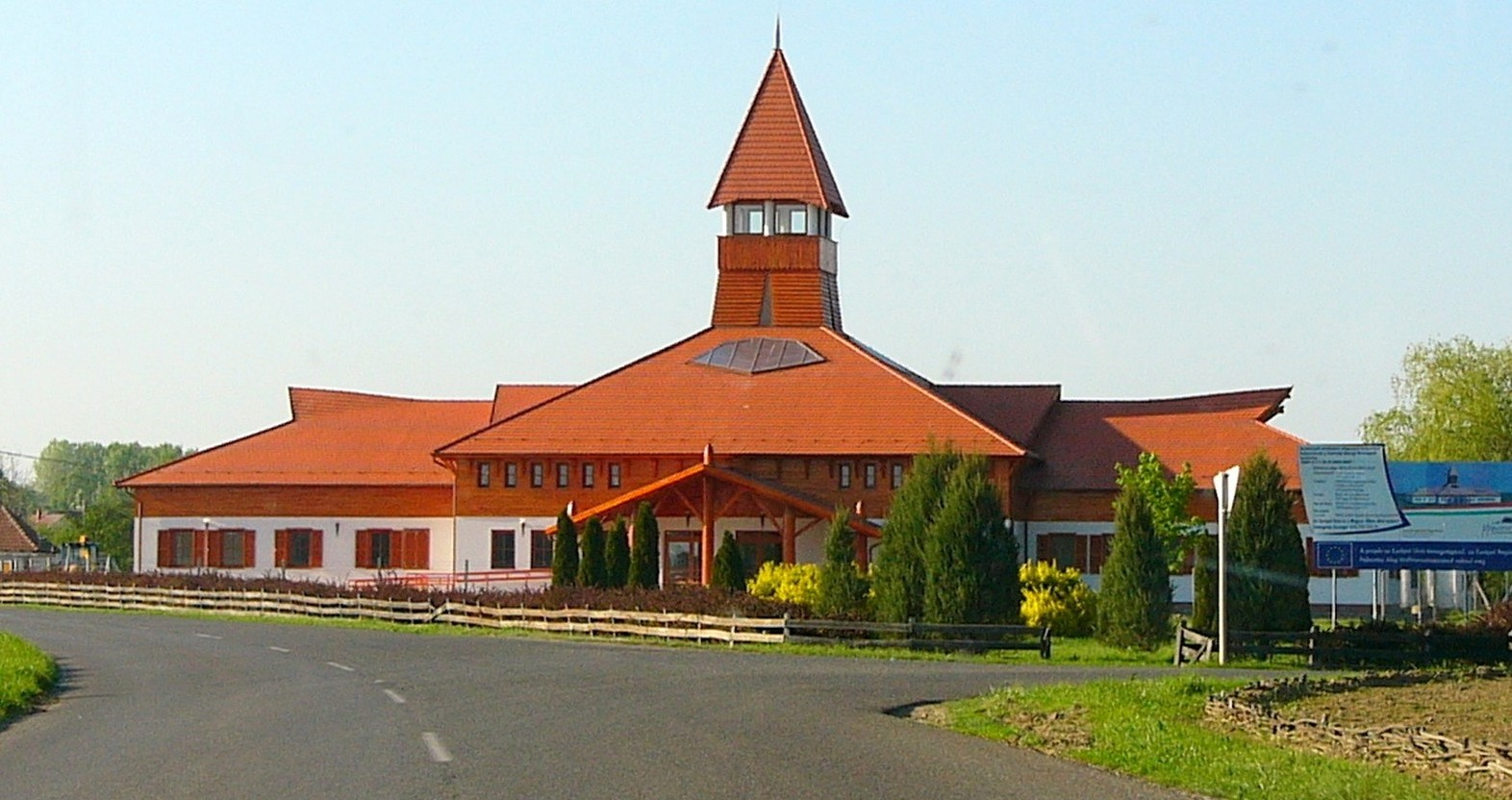
Besucherzentrum des Naturparks Szatmár-Beregi

## Tourismus
Touristen können Angel-  und Wassersport betreiben, auch für die Jagd ist das Gebiet gut geeignet.

## Verkehr
In Kisar treffen die Landstraßen Nr. 4126, Nr. 4127 und Nr. 4130 aufeinander. Der nächste Bahnhof befindet sich in zehn Kilometer Entfernung in Fehérgyarmat.